# Bazylika Wniebowzięcia Najświętszej Maryi Panny i św. Michała Archanioła w Trzemesznie
Bazylika Wniebowzięcia NMP w Trzemesznie – kościół z 1. połowy XII wieku, postawiony w formie bazylikowej.

## Historia i architektura
Początkowo zbudowany w stylu romańskim, przebudowany w stylu gotyku, a następnie ponownie przebudowany i rozbudowany w 2. połowie XVIII wieku z inicjatywy opata Michała Kosmowskiego. Jest budowlą barokową, trójnawową, z potężną kopułą i nawą obiegającą część centralną. Fragmenty budowli romańskie (m.in. potężne kolumny) oraz gotyckie. Wyposażenie i polichromia barokowe (freski Franciszka Smuglewicza). Mocą zawartego ze Stolicą Apostolską konkordatu wschowskiego w 1737 roku królowie Polski mieli prawo mianować tutaj opatów komendatoryjnych.
W czasie II wojny światowej okradziony przez Niemców z wszystkich cennych przedmiotów i zamieniony na magazyn wojskowy. Spalony 21 stycznia 1945 podczas opuszczania miasta przez żołnierzy Wehrmachtu, odbudowany w latach 50. i 60. XX wieku wraz z dokładną rekonstrukcją elementów wyposażenia wnętrza.
28 października 1969 kościół parafialny został podniesiony do godności bazyliki mniejszej przez Pawła VI.

## Galeria

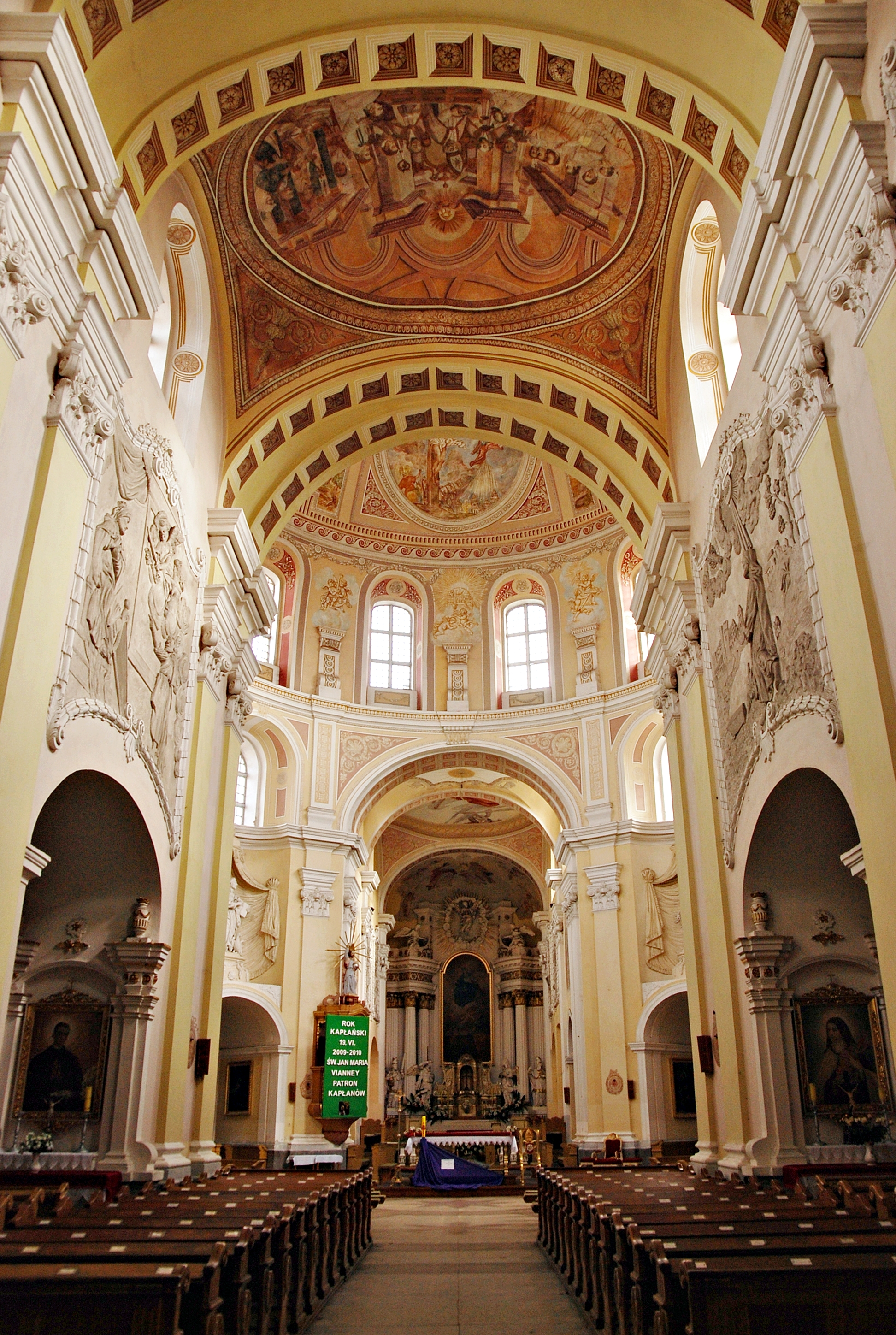
Wnętrze (widok w stronę prezbiterium)
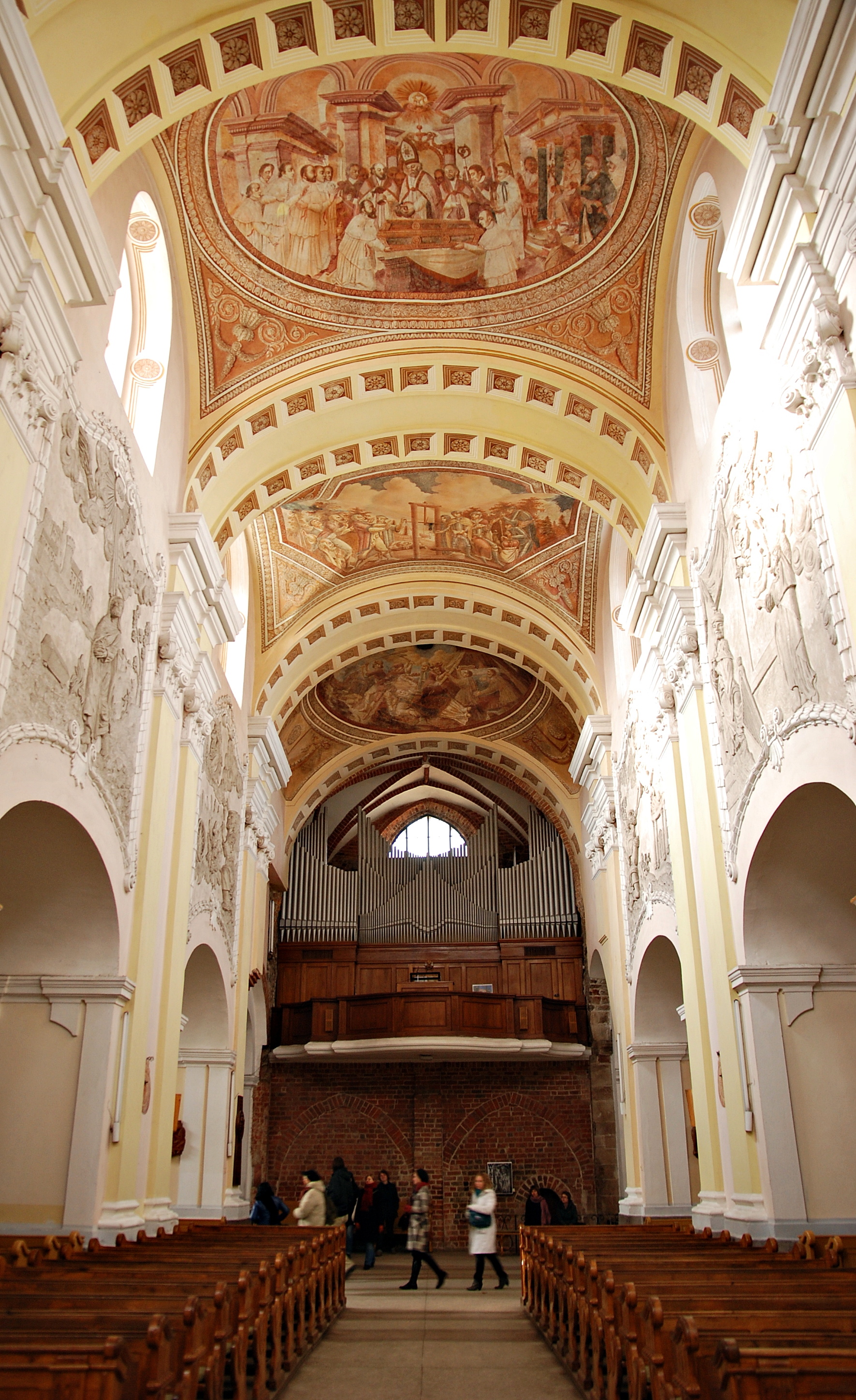
Wnętrze (widok na chór muzyczny)
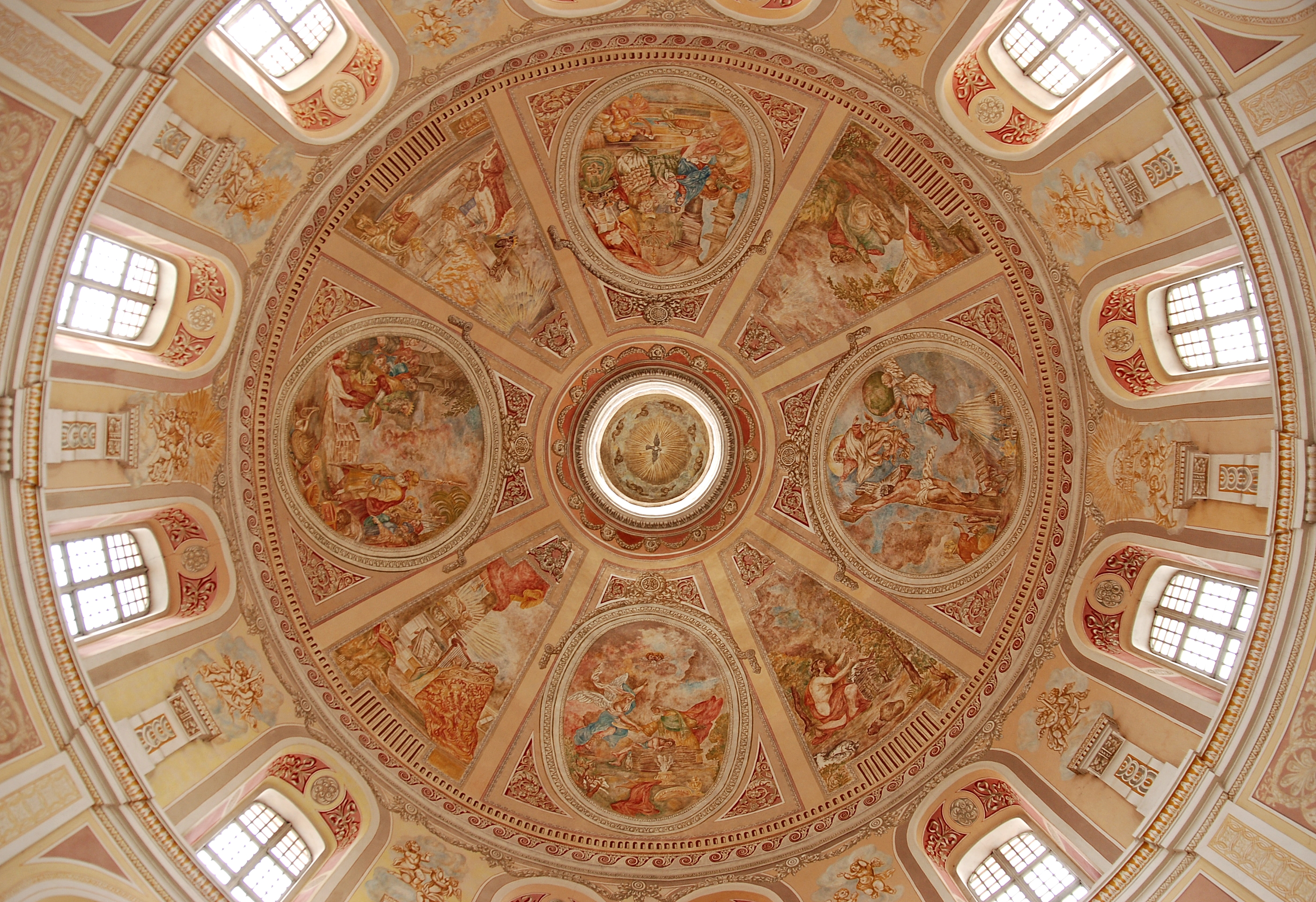
Kopuła